# Horváth János (ügyvéd)
Horváth János, 1914-től Csepregi Horváth János (Csepreg, 1853. március 1. – Budapest, 1945. október 20.) ügyvéd, lapszerkesztő, Országos Központi Hitelszövetkezet-igazgató, politikus, író, szövetkezeti vezető.

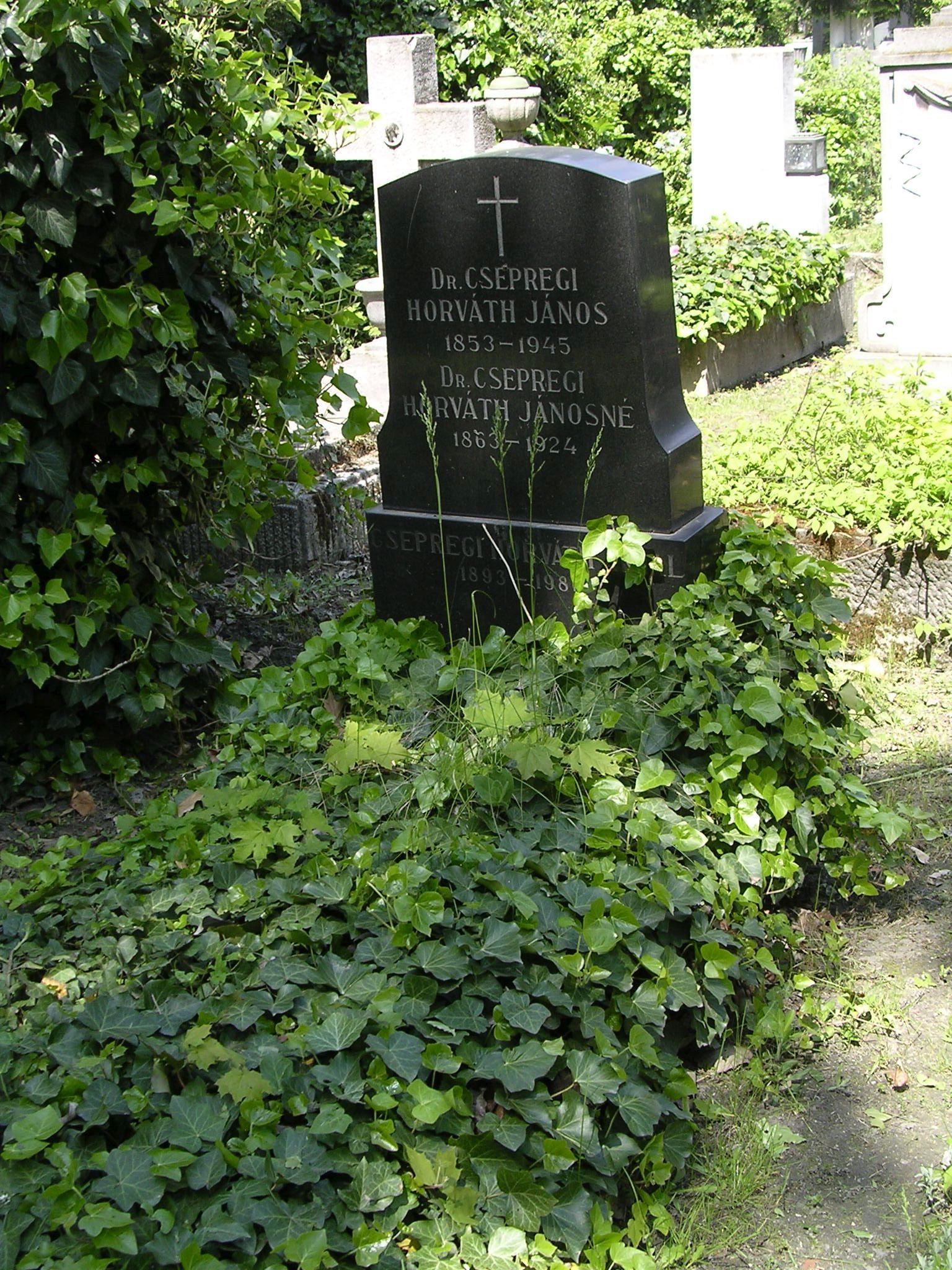
Sírja a Fiumei úti sírkertben (34-2-5)

## Élete
Régi nemes csizmadia családból származott, melynek majdnem minden tagja céhmester volt. Horváth a gimnáziumot Kőszegen, Nyitrán és Sopronban végezte. A jogi tanfolyamot 1873-ban Bécsben kezdette és azután Budapesten folytatta és fejezte be. 1879-ben jogi doktorrá avatták. 1881-ben ügyvédi vizsgát tett; ezután mint ügyvéd a fő- és székvárosban működött. Részt vett az 1878. évi boszniai okkupációban és katonai kötelezettségét mint szabadságolt állományú honvédhadnagy végezte be.
1883-ban a főváros IV. kerületében kerületi esküdté választották és amikor az 1884. év végén az új ipartörvény életbe lépett, őt bízták meg mint iparhatósági biztost a budapesti ipartestületek megalakításával. Ezután tevékenységének és irodalmi működésének jelentékeny részét az iparosok közügyeinek szentelte. Részt vett az 1887. évi budapesti, az 1890. évi aradi és az 1893. évi miskolci országos ipartestületi kongresszusokon. Felszólalásai, indítványai figyelmet keltettek és elfogadtattak.
A hazai ipartestületek központi bizottságának titkárává választották és a fővárosi iparoskörnek is titkára volt. Részt vett az 1894. évi kerületi betegsegélyző pénztárak kongresszusán. 1905-ben az Ipartestületek Országos Szövetségének felállítását kezdeményezte. 1900-tól vezette az Országos Központi Hitelszövetkezet ipari osztályát, majd 1906-tól annak aligazgatója, 1914-től igazgatója volt, később ügyvezető igazgatóként működött. Póttagja volt a felsőháznak is. Sírja a Kerepesi úti temetőben található (34-2-5).

## Írásai
Már mint joghallgató cikkeket írt a Magyar Themisbe s a Jogtudományi Közlönybe, melynek állandó munkatársa (1881. Kis István közjoga, 1882. Törvényellenességek a szövetkezetek alapszabályaiban, 1883. Lefoglalható-e a függő termés mint ingóság? 1888. A törvény rendes útja, Tekinthető-e szövetkezeti igazgatónak az, ki czégjegyzési aláírását az alapszabályokban kitűzött határidő alatt be nem mutatja? A kih. törv. 104. §-a, 1892. Özvegyi jog az ipartörvény alapján). Irodalmi működése azonban leginkább az iparosok ügyeire terjed ki, megvitatva s tisztázva a fontosabb iparfejlesztési, ipari-közigazgatási, -jogi s -pénzügyi kérdéseket, saját lapján kívül a Magyar Iparban, az Alföldi Iparlapban, a Magyar Czipészek Lapjában, a Mészárosok és Hentesek Lapjában, az Építőiparban s a Magyar Iparosok Naptárában.

## Művei
- A bosnyák társadalmi viszonyok. Sopron, 1879
- Az építőiparosok képesítése. Budapest, 1885
- Az iparosok adó-, bélyeg- és illetékügyeinek kézikönyve. Budapest, 1890 (Az iparegyesület megbizásából)
- A Magyar Iparosok Naptára. Budapest,. 1894 és 1895 (III. és IV. évf.)
- Iparosok szövetkezzetek! Budapest, 1901
- Das Handwerkergenossenschaftswesen in Ungarn. Bp, 1904 Online
- Magyar szövetkezeti rendszer. A magyar szövetkezeti intézmény története. Budapest, 1935

Szerkesztette az Iparügyek c. szaklapot 1893-tól Budapesten (ebben nevezetesebb cikkei: Az adóreform ipari szempontból, Az iparosok választói joga, Szabadalmi ügyünk reformja, A betegsegélyző pénztárak és közkórházak, A betegsegélyző pénztárak létkérdése, A magyar socialisták, Tan- és munkaviszony szabályozása sat. Ezeken kívül több életrajzot írt jelentékenyebb iparosainkról).